# Die Farbe der Lüge
Die Farbe der Lüge ist ein Film von Claude Chabrol. Die Premiere in Frankreich fand am 13. Januar 1999 statt, in Deutschland einen Monat später, am 18. Februar im Wettbewerb der Berlinale.

## Handlung
An der bretonischen Küste wird die junge Eloïse sexuell missbraucht und erwürgt aufgefunden. Der Mann, der sie zuletzt bei seinem Zeichenunterricht gesehen hat, ist René Sterne, ein erfolgloser, behinderter Maler ohne Alibi. Kommissarin Frédérique Lesage will den Fall mit allen Mitteln aufklären und gerät dabei immer weiter in Widersprüche und Lügen.

## Kritiken
„Distanziert inszenierte Kriminal-, Provinz- und Liebesgeschichte, die ein hintergründiges Verwirrspiel um Lüge und Wahrheit betreibt, aber auch die Kraft der Liebe beschwört. Vor allem die ausgezeichnet geführten, intensiv spielenden Schauspieler und viele Verweise auf Chabrols frühere ‚filmische‘ Abrechnungen mit der Bourgeoisie machen den 50. Film des ‚Nouvelle Vague‘-Mitbegründers zu einem nicht nur intellektuellen Vergnügen.“

## Auszeichnungen
- Bei der Berlinale 1999 lief der Film im Wettbewerb um den Goldenen Bären, der dann jedoch an die US-amerikanisch-kanadische Produktion Der schmale Grat ging.